# Michaił Gribanow
Michaił Grigorjewicz Gribanow (ros. Михаи́л Григо́рьевич Гриба́нов, ur. 14 października 1906 w Wietłudze, zm. 1987) – radziecki dyplomata.

## Życiorys
Członek WKP(b), 1930 ukończył Moskiewski Uniwersytet Państwowy, od 1941 w Ludowym Komisariacie Spraw Zagranicznych ZSRR, od 1943 pomocnik zastępcy ludowego komisarza spraw zagranicznych ZSRR, 1946-1947 radca Misji ZSRR w Szwajcarii. Od grudnia 1947 do lipca 1949 zastępca doradcy politycznego Radzieckiej Administracji Wojskowej w Niemczech, od 1949 zastępca kierownika, później kierownik Wydziału III Europejskiego Ministerstwa Spraw Zagranicznych ZSRR, 1953-1955 ponownie zastępca kierownika tego wydziału. Od 1955 do kwietnia 1956 kierownik Wydziału Państw Skandynawskich MSZ ZSRR, od 26 kwietnia 1956 do 20 stycznia 1962 ambasador nadzwyczajny i pełnomocny ZSRR w Norwegii, od 1983 na emeryturze.